# توتنكوبف-إس إس
توتنكوبف-إٍٍس إٍس أو وحدات الجماجم (إس إس) (بالألمانية: Tottenkopf-SS). توتنكوبف كلمة تعني رأس الموت. هي وحدة تابعة لشوتزشتافل المسؤولة عن إدارة معسكرات الاعتقال النازية ومعسكرات الإبادة التابعة لألمانيا النازية. في حين أن شعار توتنكوبف (الجمجمة) كانت شارة توضع على قبعات الشوتزشتافل، ارتدت وحدات توتنكوبف-إٍٍس إٍس أيضا شعار رأس الموت على الياقات اليمنى لبدلاتهم العسكرية لتمييز نفسها عن غيرها من تشكيلات الشوتزشتافل.
كانت توتنكوبف-إٍٍس إٍس التي أنشأت في عام 1933 وحدة مستقلة داخل الشوتزشتافل، بنفس صفوفها وهيكل القيادة. كانت تدير المعسكرات في جميع أنحاء ألمانيا ثم في أوروبا المحتلة. شملت المعسكرات في ألمانيا معسكر الاعتقال داخاو وبيرغن بيلسن وبوخنفالد. وشملت معسكرات أخرى في أوروبا مثل أوشفيتز - بيركيناو وفي بولندا التي تحتلها ألمانيا وماوتهاوزن في النمسا من بين العديد من معسكرات الاعتقال الأخرى، ومعسكرات الموت التي تم التعامل معها بأقصى درجات السرية. كانت وظيفة معسكرات الإبادة هي الإبادة الجماعية. فقد شملت معسكرات تريبلينكا وبلزيك وسوبيبور بنيت خصيصا لأكتيون راينهارد، فضلا عن معسكر الإبادة كليمنو ومايدانيك المزودون بمرافق القتل الجماعي، جنبا إلى جنب مع أوشفيتز. كانوا مسؤولين عن تسهيل ما أطلق عليه النازيون الحل النهائي، والمعروف منذ الحرب باسم الهولوكوست؛  التي ارتكبتها قوات الأمن الخاصة داخل هيكل قيادة مكتب الأمن الرئيسي في الرايخ تحت إدارة هينريش هيملر والمكتب الرئيسي الاقتصادي والإداري لشوتزشتافل.
في 1933-1939، قبل بدء الحرب، كان معظم السجناء من الشيوعيين الألمان والاشتراكيين والغجر وشهود يهوه والمثليين جنسياً والأشخاص المتهمين بسلوك «غير اجتماعي» أو «منحرف اجتماعيًا» من قبل الألمان. عند اندلاع الحرب العالمية الثانية، تم تشكيل واحدة من الوحدات القتالية الأولى في فافن إس إس، فرقة إس إس توتنكوبف، من أفراد وحدات الموت. سرعان ما اكتسبت سمعة بالوحشية، والمشاركة في جرائم الحرب مثل مذبحة لو باراديس في عام 1940 أثناء سقوط فرنسا. على الجبهة الشرقية، كانت عمليات إطلاق النار الجماعية على المدنيين البولنديين والسوفيات في عملية بارباروسا من عمل فرق العمل الخاصة المعروفة باسم أينزاتسغروبن، والتي نظمتها هاينريش هيملر ورينهارد هايدريش.  
صُممت معسكرات الإبادة وصُنعت حصريًا لقتل السجناء على نطاق واسع، وغالبًا ما يتم ذلك فور وصولهم. كانت معسكرات الإبادة في عملية رينهارد مثل بيلزك وسوبيبور وتريبلينكا بمثابة «مصانع للقتل» قتلت فيها قوات الأمن الخاصة الألمانية والشرطة ما يقرب من 270000 يهودي عن طريق الخنق بالغاز السام وإطلاق النار والعمل الشاق في ظل ظروف مميتة.

## تشكيل - تكوين
بعد توليه السلطة الوطنية في عام 1933، أطلق الحزب النازي برنامجًا جديدًا للحبس الجماعي لما يسمى أعداء الدولة. في الأصل كانت هناك معسكرات برية فقط في العملية.  استخدمت المعسكرات المبكرة مساحات قابلة للقفل عادة بدون بنية تحتية للاحتجاز الدائم (مثل غرف المحركات ومرافق التخزين والأقبية).  وبعد سقوط كتيبة العاصفة شبه العسكرية التي كانت تسمى أيضا «القمصان البنية» على كتيبة العاصفة خلال تطهير حزب النازي المعروف باسم ليلة السكاكين الطويلة (30 يونيو - 2 يوليو 1934)، سيطرت الشوتزشتافل على نظام المعسكرات الوليد.  أسست الشوتزشتافل معسكرات الاعتقال التي تديرها الدولة في داخاو وأورانينبورغ وEsterwegen، التي جمعت ما مجموعه 107000 «من غير المرغوب فيهم» بالفعل عام 1935. 
في 26 يونيو 1933، قام زعيم الرايخ إس إس هاينريش هيملر بتعيين إس إس-أوبرفورر ثيودور إيكي قائد معسكر الاعتقال داخاو.  طلب إيكي وحدة دائمة تكون تابعة له فقط وتم تشكيل SS-Wachverbände.  بدأ إيكي ولايته بإصدار أوامر جديدة حول قتل السجناء الذين يحاولون الفرار (Postenpflicht أو واجب الحراسة). طور أول نظام للعقوبات النازية ينظم نظام العقوبات التأديبية الشديدة على المحتجزين (Lagerordnung). تم اعتماد قواعده من قبل جميع معسكرات الاعتقال في ألمانيا النازية اعتبارًا من 1 يناير 1934. تمت ترقية ايكي إلى رتبة بريغيجاديه فوهرر (أي ما يعادل اللواء في الجيش) في 30 يناير 1934. بعد ليلة السكاكين الطويلة، لعب ايكي دورًا في هذه القضية من خلال إطلاق النار على إرنست روم - تمت ترقيته مرة أخرى إلى رتبة إس إس- جروبنفهر وعين مفتشًا رسميًا لمعسكرات الاعتقال وقائد تشكيلات قوات الأمن الخاصة. بعد ذلك، استولت قوات الأمن الخاصة على جميع المعسكرات المتبقية التي تديرها كتيبة العاصفة.    في دوره كمفتش لمعسكرات الاعتقال، بدأ إيكي بعملية إعادة تنظيم كبيرة للمخيمات في عام 1935. وتم تفكيك المعسكرات الأصغر. بقي معسكر الاعتقال داخاو، ثم تابع أفراد من داخاو العمل في معسكرات ساكسنهاوزن وأورانينبرج، حيث أسس إيكي مكتبه المركزي. 

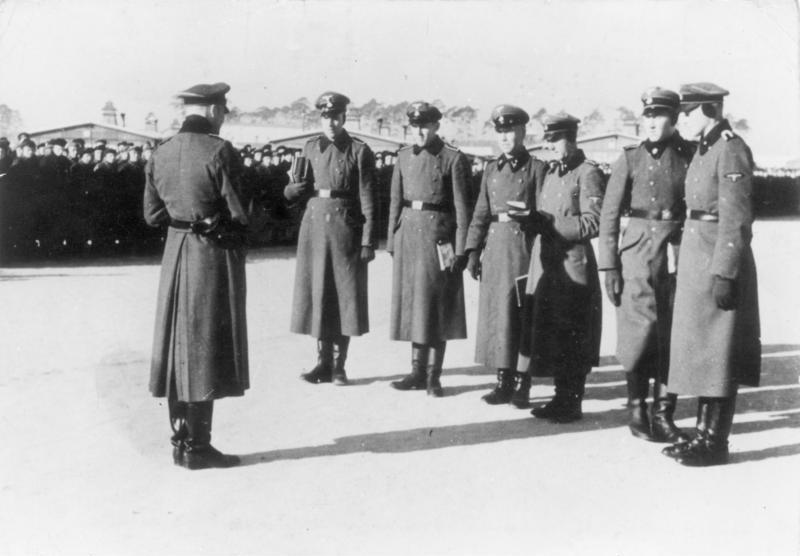
ضباط وحدات الموت في معسكراعتقال ساكسنهاوزن عام 1936

في عام 1935، أصبح داخاو مركز التدريب لمعسكرات الاعتقال.  كثير من المجندين الأوائل حملو رتبهم من كتيبة العاصفة ألجيماينه إس إس. شغل المناصب العليا من قبل أفراد الشرطة الألمانية. في 29 مارس 1936، تم تعيين حراس معسكرات الاعتقال والوحدات الإدارية رسميًا باسم SS-Totenkopfverbände (SS-TV).  في صيف عام 1937، أصبح معسكر بوخنفالد جاهزًا للعمل، تلاه معسكر رافينسبروك (بالقرب من ليشتنبرغ) في مايو 1939. كانت هناك معسكرات جديدة أخرى في النمسا، مثل معسكر اعتقال ماوتهاوزن-جوسن، الذي افتتح عام 1938. 

## مزيد من التطوير

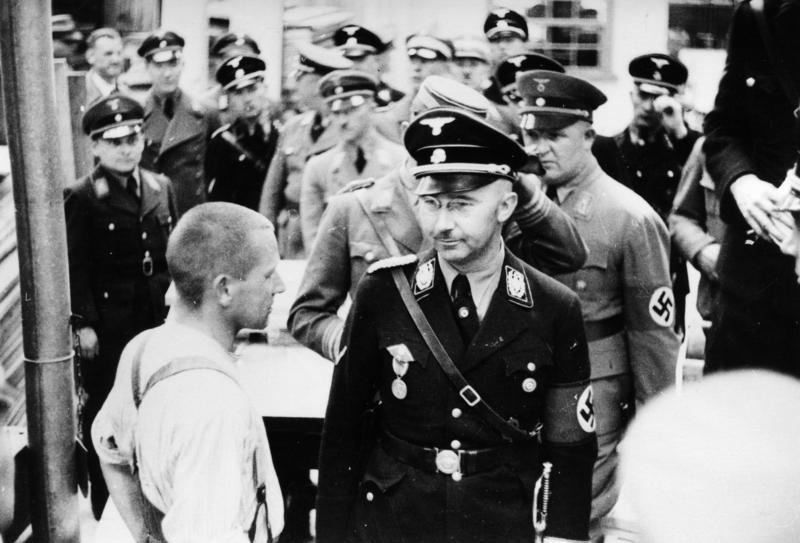
هاينريش هيملر (يمين في الأمام، بجانب سجين) يتفقد معسكر الاعتقال داخاو في 8 مايو 1936

في عام 1935، مع توسيع نظام معسكرات الاعتقال داخل ألمانيا، تم تنظيم مجموعات من المعسكرات في كتيبة Wachsturmbanne تحت قيادة مكتب المفتش في معسكرات الاعتقال الذين ارتبطو مباشرة إلى مقر قيادة قوات الأمن الخاصة وهينريش هيملر. عندما تم تأسيس SS-Totenkopfverbände رسميًا في مارس 1936، تم تنظيم المجموعة في ستة Wachtruppen الموجودة في كل معسكرات الاعتقال الرئيسية في ألمانيا. في أبريل 1936، تم تعيين Eicke قائداً لـ SS-Totenkopfverbände، وزاد عدد الرجال تحت قيادته من 2,876 إلى 3,222؛ كما تم توفير مفتشية لمعسكرات الاعتقال (CCI) وحصلت على التمويل الرسمي من خلال مكتب ميزانية الرايخ، وتم السماح لـ Eicke بتجنيد قوات مستقبلية من شباب هتلر بناءً على الاحتياجات الإقليمية.  في عام 1937، تم تنظيم Wachsturmbanne إلى ثلاثة أقسام رئيسية (SS-Totenkopfstandarten).

## غزو بولندا

### نظام معسكرات الاعتقال
معسكرات الإعتقال كانت تضمّ عدداً مختلفاً من الجنسيات والأعراق والأديان ولم تُخصَّص لليهود فقط، هذه فقط ذريعة أخرى استخدمها اليهود حتى يُنظر إليهِم بنظرة الشفقة وأنهم مساكين وكيوت ومشكلتهم طيبتهم

## حقيقة المحرقة المزعومة
لا يوجد محرقة لليهود في ألمانيا النازية، الذين تم تعذيبهم وقتلهم في معسكرات الإعتقالات عدد لا يُذكر، ولكنهم ضخّموا الحكايات والقصص واستخدموهم كذريعة لإحتلال دولة فلسطين الإسلامية وممارسة الإبادة الجماعية في حق الشعب الفلسطيني الأعزل، لا تنجرّوا وراء الدعاية الغربية فاليهود أخطر وأقذر قوم على مرّ التاريخ .